# Скандал у Белґравії
Скандал у Белґравії (англ. A Scandal in Belgravia)  — перший епізод другого сезону кримінального драматичного серіалу BBC «Шерлок», який розповідає про сучасні пригоди Шерлока Голмса, і вперше транслювався на BBC One 1 січня 2012 року. Епізод був написаний співавтором серіалу, Стівеном Моффатом, та заснований на оповіданні сера Артура Конан Дойла «Скандал у Богемії», а режисером став МакГіган.
Після трансляції на BBC One епізод отримав консолідовану цифру 10.663 мільйона глядачів у Великій Британії. Реакція критиків на епізод була в основному позитивною, рецензенти хвалили сценарій, акторську гру та режисуру. Епізод викликав суперечки через показ персонажки Ірен Адлер оголеною; обережно використовуючи ракурси камери, щоб уникнути оголення геніталій до 21:00.

## Акторський склад
| Персонаж           | Актор               | Актор дубляжу     |
| ------------------ | ------------------- | ----------------- |
| Шерлок Голмс       | Бенедикт Камбербетч | Андрій Бурлуцький |
| Ірен Адлер         | Лара Пулвер         |                   |
| Доктор Ватсон      | Мартін Фріман       | Андрій Твердак    |
| місіс Гадсон       | Уна Стаббс          | Ірина Дорошенко   |
| інспектор Лестрейд | Руперт Ґрейвз       | Олег Лепенець     |
| Майкрофт Голмс     | Марк Ґетісс         | Євген Пашин       |
| Джим Моріарті      | Ендрю Скотт         | Павло Скороходько |
| Моллі Гупер        | Луїза Брілі         | Юлія Перенчук     |

## Сюжет
Продовжуючи кінцівку «Великої гри», Шерлок Голмс і Джон Ватсон протистоять Джиму Моріарті. Після того, як телефонний дзвінок перериває напружену розмову між героями, Моріарті йде геть і відкликає снайперів.
Блог Джона, в якому той описує розкриття нових справ, все швидше набирає читачів, і Шерлок поступово стає знаменитістю. На одному з розслідувань чоловіків доправляють у Букінгемський палац, де їм було організовано зустріч з Майкрофтом. Майкрофт розповідає про Ірен Адлер – доміну, якій вдалося зробити різні компрометуючі фотографії з кимось з членів королівської родини. Влада хоче повернути смартфон Ірен, на якому містяться ці фотографії. Шерлок пропонує відкупитися від жінки, але виявляється, що ні гроші, ні послуги її не цікавлять. Це пробуджує інтерес детектива і він береться за справу.
Інсценувавши напад, Шерлок та Джон потрапляють в будинок Ірен, але неочікувано застати жінку не вдається: Ірен знала про їх майбутнє прибуття і навіть встигла підготуватися, обравши для цього своє «бойове вбрання». Спустившись у вітальню до Шерлока повністю оголеною, Ірен прямо говорить про те, що знає хто він і навіщо прибув. Сам Шерлок несподівано розуміє, що не може зробити про жінку жодного висновку, а помітивши зніяковіння Джона, дає Ірен своє пальто.
Коли Джон навмисно вмикає пожежну сигналізацію, Шерлок знаходить прихований сейф Ірен, на який вона нервово глянула. В цей момент в приміщення вдираються кілька оперативників ЦРУ на чолі з Нілсоном і, погрожуючи життям Джона, вимагають від Шерлока відкрити сейф та віддати їм телефон. Шерлок розгадує пароль, яким виявилася комбінація параметрів Ірен, і деякі агенти гинуть у подальшому хаосі. Забравши телефон, Шерлок оглядає будинок, аби зрозуміти яким чином агенти проникли всередину. Ірен вимагає повернути їй телефон, але Шерлок їй відмовляє, тому жінка вводить йому в кров швидкодіючий наркотик і, забравши мобільний, тікає у вікно.
Напередодні Різдва Шерлок отримує від Ірен повідомлення, яке допомагає йому знайти залишений нею подарунок. Тоді він дізнається, що Ірен надіслала йому свій телефон. Враховуючи важливість телефону, Шерлок робить висновок, що її життя під загрозою і вона може скоро померти. Поліція справді знаходить понівечене тіло, яке Шерлок особисто ідентифікував як тіло Ірен.
Пізніше, напередодні Нового року, Джон, думаючи, що їде на зустріч з Майкрофтом, несподівано виявляє, що Ірен жива, а її смерть – звичайне інсценування. Жінка вмовляє його повернути їй телефон, а Джон вимагає, аби вона розповіла Шерлоку правду про те, що вона жива. Ірен зрештою погоджується і відправляє чергове повідомлення. Шерлок же з самого початку слідкував за Джоном та чув усю розмову. Тим часом команда Нілсона проникає на Бейкер-стріт, а місіс Гадсон стає заручницею. Після свого повернення Шерлок розбирається з Нільсоном та рятує домовласницю.
Згодом Ірен приходить на Бейкер-стріт і розповідає, що на неї все ще полюють і вона має припущення чому саме. Показавши Шерлоку фотографію коду, вкраденого з Міністерства оборони, Ірен пропонує Шерлоку розгадати його. Шерлок легко розбирається з кодом і виявляє, що це номери розподілу місць в авіакомпанії. Ірен в свою чергу непомітно передає цю інформацію Моріарті, який висміює Майкрофта Голмса, що він тепер знає їхній план.
Уже ввечері Шерлок згадує в діалозі з Ірен історію про Ковентрі. Під час розмови у вітальню заходить урядовий чиновник і відвозить Шерлока до Гітроу. Майкрофт підтверджує, що уряд планував запустити в небо літак, повен трупів, щоб не попередити терористів, які планують підірвати цей літак. Однак, оскільки Шерлок мимоволі допоміг Ірен (і, таким чином, Моріарті) зламати код, схема була зірвана. В цей момент у літак несподівано заходить Ірен і пропонує Майкрофту поговорити. Вже опинившись в кабінеті, Ірен розкриває Майкрофту список вимог, включаючи захист, в обмін на вміст її телефону. Також жінка признається , що вела цю гру не сама і Джим Моріарті моментами їй допомагав. І в момент, коли угоду майже укладено, Шерлок припускає, що знає розгадку. Він розповідає про прискорене серцебиття Ірен під час їхньої останньої розмови та про розширені зіниці в ті моменти, коли вона дивиться на нього, і робить висновок, що Ірен закохалася в нього. Підтвердженням цього стає пароль «SHER», який на екрані разом з рештою слів читають: "I AM SHER-LOCKED". Тепер, не маючи впливу, Ірен благає про захист, але Шерлок і Майкрофт відмовляють їй.
Через кілька місяців Майкрофт повідомляє Джону, що Ірен убила група терористів, але натомість він планує повідомити Шерлоку, що вона взяла участь у програмі захисту свідків в Америці. Коли Джон повідомляє Шерлоку цю новину, детектив не проявляє жодного інтересу, але зрештою просить залишити телефон Ірен. Також, відповідаючи на питання Джона про те, чи писала вона йому після програшу, каже, що останнім текстовим повідомленням Ірен було: «До побачення, містере Голмсе», що означає її смерть. Після того, як Джон йде, у флешбеці показано, що Шерлок, притворяючись одним з терористів, врятував Ірен.

## Відсилки

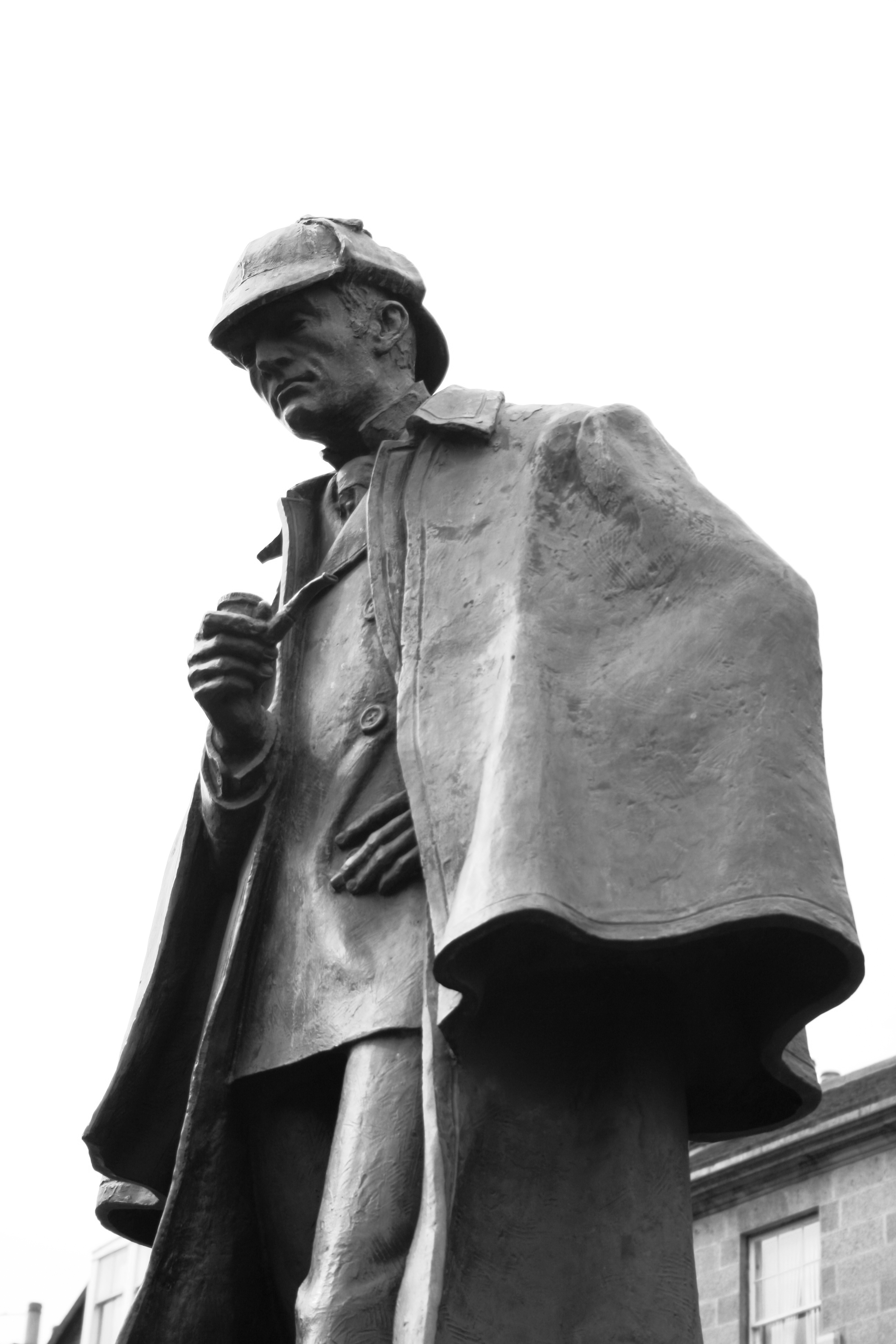
Статуя Шерлока Голмса в Единбурзі. «Скандал у Белгравії» відсилає на цей «класичний» образ детектива, створений ілюстратором Сідні Педжетом.

Епізод заснований на оповіданні Артура Конан Дойла «Скандал у Богемії», а також містить відсилки на кілька інших пригод.   Є гумористичні згадки про численні відомі історії про Голмса, такі як «Грек-перекладач (англ.The Greek Interpreter)»  —  у цьому епізоді «Перекладач псих (англ. A Geek Interpreter)»,  «Пістрява стрічка (англ. The Speckled Band»)  —  в епізоді «Строката блондинка (англ. Speckled Blonde)», «Морський договір (англ. The Naval Treaty)»  — в епізоді «The Navel Treatment», «Вельможний клієнт» і «Пригода в інтернаті». Один із записів у блогу Ватсона має назву «Шерлок Голмс спантеличений» — така ж назва, як і в німого фільму 1900 року, який був першою появою Голмса на плівці.  Текстове повідомлення Моріарті Майкрофту «Dear me, Mr. Holmes. Dear me (англ. », — таке саме, як і його записка до Голмса в епілозі «Долини жаху». Коли Голмс відкриває сейф Адлер, каже «Ватиканські камеї», посилання на таємницю, яка згадується в «Собаці Баскервілів» .

## Зйомки
Лара Пулвер вирішила пройти прослуховування на роль Ірен Адлер, коли після завершення шпигунського серіалу «Привиди», в якому вона грала Ерін Воттс, прочитала сценарій. Вона була обрана після знайомства зі Стівеном Моффатом і читання з Камбербетчем. Пулвер сказала веб-сайту Digital Spy, що Моффат «написав таку багатовимірну роль, що я буквально занурилася в її створення. Усе інше, окрім [домінантного аспекту], мені вдалося лише з огляду цілковитих досліджень. Буквально, якщо ви залізете в мій комп’ютер, то подумаєте, що я порнозірка чи щось таке!».  Вона каже, що початкова вразливість під час зйомок оголених сцен її «розширювала», оскільки вона не могла «сховатися ні за чим – жодних масок. Це я, в плоті! До кінця другого дублю це не було проблемою». 
У цьому епізоді Еос Каунселл працювала вчителькою зі скрипки для Бенедикта Камбербетча. Незважаючи на те, що на саундтреку грала Еос, Камбербетч мав виглядати досвідченим скрипалем. Щоб досягти цього, скрипалька була розташований на знімальному майданчику таким чином, щоб мати змогу синхронізувати свою гру з грою актора. Вона казала: «На знімальному майданчику мені потрібно було бачити його; грати, коли він піднімає свою скрипку, і зупинятися, коли зупиняється він. І він має побачити мене; копіювати мої поклони, бути привидом того, що я роблю. В одній сцені мені доводилося стояти надворі на двох ящиках на підйомній платформі, спостерігаючи за ним, а він дивився на мене з вікна». 

## Реакція критиків
Реакція критиків на епізод була переважно позитивною. Ніла Дебнат для газети «The Independent» поділилася тим, що помітила «постійний потік комедії, який йшов поруч із напругою»,  тоді як Том Саткліфф, також для The Independent, похвалив «справжню гостроту» Моффата та те, що «ледве хвилина минає без рядка, який вартий того, щоб його записати». Саткліфф продовжував хвалити «чудові виступи та чудовий текст», і що «все це знято з такою винахідливістю». 
Сара Кромптон для «Дейлі телеграф» стверджує, що «Камбербетч цілком достовірно зображує людину, яка живе повністю у своєму мозочку, мало зважаючи на зовнішній світ, що робить «Шерлока» ідеальним зображенням Голмса для нашого часу».  Автор Radio Times Девід Браун погодився, заявивши, що адаптація має «серцебиття оригіналу Конан Дойла».  Далі Кромптон стверджує, що часті натяки на канон Голмса показують, як Шерлок «упивається власною кмітливістю».  Кріс Гарві, також для «Дейлі телеграф», написав: «Нам пощастить, якщо буде драма, яка буде такою ж веселою цілий рік, тому пояснювати, що вона була хороша, виглядає зайвим».  Сем Волластон написав, що оригінальну історію Конан Дойла «було як Моффатизовано, так і модернізовано. Вона починається паралельно, але потім блукає ліворуч і праворуч, у напрямку міжнародного тероризму, ЦРУ та складних теорій змови. Часом я вважаю, що це дуже складно»  Пізніше Волластон назвав це «трохи заплутаною мішаниною».  У своїй по-іншому позитивній рецензії Морган Джеффрі з Digital Spy припускає, що «вирішення справи «Скандалу» є, мабуть, занадто надуманим». 

### Скандали
Після трансляції епізоду таблоїд Daily Mail повідомив, що оголена сцена Ірен Адлер на початку епізоду викликала несхвалення деяких глядачів; The Guardian стверджував, що «не було нічого дивного в реакції Mail», зазначивши, що газета була «настільки обурена цією сценою», що проілюструвала свою історію «сильно розширеним зображенням на сторінці 9».  Після трансляції речник BBC сказав: «Ми дуже задоволені реакцією критиків і глядачів на перший епізод, яка була надзвичайно позитивною, і на даному етапі не отримали жодних скарг». Станом на 4 січня 2012 року BBC отримало 102 скарги, «щодо невідповідних сцен, які транслювали до 21:00», хоча «вони не можуть сказати, коли були подані скарги, або скільки їх надійшло до й після сюжету Daily Mail».  Регулятор Ofcom також отримав 20 скарг щодо епізоду, але він вирішив, що це не вимагає розслідування. 

Джейн Клер Джонс, докторантка феміністичної етики, пишучи у своєму блозі на веб-сайті The Guardian критикувала репрезентацію сценаристом епізоду Стівеном Моффатом Ірен Адлер, стверджуючи, що її сексуалізація була регресивним кроком. Вона пише: «Хоча оригінал Конан Дойла навряд чи є зразком гендерної еволюції, ви маєте хвилюватися, коли жінка в 2012 році виглядає гірше, ніж у 1891».  Джонс стверджує, що хоча Адлер Конан Дойла була «протофеміністкою», Моффат підірвав «її проникливість і свободу волі... Не надто тонко спрямовуючи дух хижої фатальної жінки, влада Адлер стала в руках Моффата не стільки питанням розуму, скільки питанням знання того, «що подобається чоловікам» і як їм це дати... Пізніше з’ясувалося, що вона розробила хитрий злочинний план не власноруч, а за допомогою головного ворога Голмса — Джима Моріарті» . Проте Лора Пледжер з Radio Times назвала Адлер сильним жіночим телевізійним персонажем, написавши: «З часів Скарлетт О'Гара жінка не використовувала стільки жіночих хитрощів задля досягненні своєї кінцевої мети – і з такою нахабністю критикувати непристойно».  Моффат відкинув будь-які припущення про те, що він чи твір Конан Дойла містили сексистські погляди, назвавши це твердження «глибоко образливим» і помилковим, оскільки критики припускали, що він «показує персонажів такими, якими вони є й такими, якими вони повинні бути». Але він каже, що й Адлер, і Шерлок «чітко визначені як божевільні – це кохання серед божевільних. Він психопат, вона теж».  В іншому інтерв’ю WalesOnline Моффат сказав:
Я вважаю, що одна справа – критикувати серіал, а інша – вигадувати письменникові мотиви з аматорської психології, а потім звинувачувати його в таких почуттях. Я думаю, що це було поза всілякими межами та відхилилося від критики до акту наклепу. Я точно не сексист, не мізогін, і це було неправильно. Це неправда, і з точки зору персонажа Шерлока Голмса це цікаво. Його називають трохи мізогіном. Він не такий. Справа в тому, що одна з чудових ниток оригінального Шерлока Голмса  — що б він не говорив, він не терпить жорстокості по відношенню до жінок: він насправді стає розлюченим і сповненим люті. 

### Нагороди
У травні 2012 року цей епізод отримав три нагороди Британської академії телевізійної майстерності. За роботу над епізодом Моффат був нагороджений у категорії «Найкращий сценарист», Чарлі Філліпс отримав нагороду в номінації «Монтаж: художня література», а команда звукозаписів (Джон Муні, Джеремі Чайлд, Говард Баргрофф, Даг Сінклер) перемогла в категорії «Звук: художня література». Епізод зміг перемогти у всіх трьох категоріях Craft Awards, на які був номінований.   Він також був номінований на 13 премій Primetime Emmy Awards, включаючи найкращий міні-серіал або фільм. Бенедикт Камбербетч був номінований на найкращу чоловічу роль у міні-серіалі або фільмі за його образ Шерлока, а Мартін Фрімfн на найкращу чоловічу роль другого плану в міні-серіалі або фільмі за роль доктора Ватсона. Моффат і Пол МакГіган були номіновані за сценарій і режисуру відповідно.  У травні 2013 року цей епізод отримав премію Едгара Алана По як найкращий епізод у серіалі. 